# Nyugati hosszúság 180°

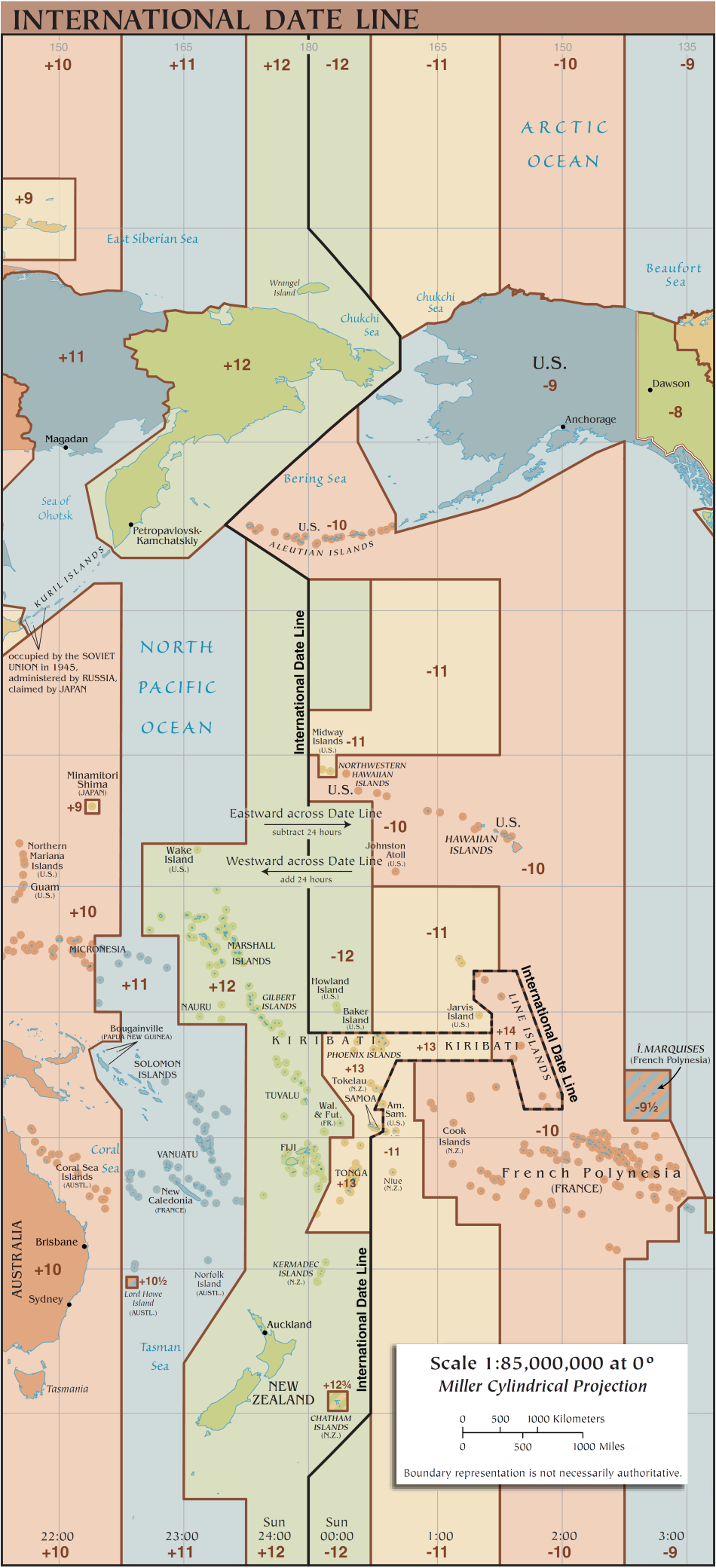
A nemzetközi Dátumelválasztóvonal nagyrészt a 180. fok környékén halad.

A nyugati hosszúság 180. foka, mely egyben a keleti hosszúság 180. foka is, a greenwichi délkörtől 180 fokra nyugatra (illetve keletre) található. A Nemzetközi dátumválasztó vonal alapvonalaként is használják.
A meridián nagyrészt a Csendes-óceánon halad, de érinti Oroszországot, a Fidzsi-szigeteket és az Antarktiszt is.
Az Északi-sarktól a Déli-sarkig a 180. hosszúsági fok az alábbi területeken halad át.
| Koordináta (approximate)                                             | Ország, terület, víz | Megjegyzés |
| -------------------------------------------------------------------- | -------------------- | --- |
| é. sz. 90° 00′, k. h. 180° 00′90.000000°N 180.000000°EArctic Ocean   | Északi-tenger        | |
| é. sz. 71° 32′, k. h. 180° 00′71.533333°N 180.000000°ERussia         | Oroszország          | Vrangel-sziget |
| é. sz. 70° 58′, k. h. 180° 00′70.966667°N 180.000000°EChukchi Sea    | Csukcs-tenger        | |
| é. sz. 68° 59′, k. h. 180° 00′68.983333°N 180.000000°ERussia         | Oroszország          | Csukcsföld |
| é. sz. 65° 02′, k. h. 180° 00′65.033333°N 180.000000°EBering Sea     | Bering-tenger        | |
| é. sz. 52° 00′, k. h. 180° 00′52.000000°N 180.000000°EAmchitka Pass  | Amchitka-átjáró      | Keletre halad Semisopochnoitól, Alaszka, USA ( é. sz. 51° 57′, k. h. 179° 47′51.950000°N 179.783333°ESemisopochnoi Island) |
| é. sz. 51° 00′, k. h. 180° 00′51.000000°N 180.000000°EPacific Ocean  | Csendes-óceán        | Keletre halad a Nukulaelae atolltól, Tuvalu ( d. sz. 9° 25′, k. h. 179° 52′9.416667°S 179.866667°ENukulaelae atoll) · Nyugatra halad a Thikombia szigettől, Fidzsi-szigetek (d. sz. 15° 43′, ny. h. 179° 59′15.716667°S 179.983333°WThikombia) |
| d. sz. 16° 09′, k. h. 180° 00′16.150000°S 180.000000°EFidzsi         | Fidzsi-szigetek      | Vanua Levu, Rabi, és Taveuni szigeteket érinti |
| d. sz. 16° 59′, k. h. 180° 00′16.983333°S 180.000000°EPacific Ocean  | Csendes-óceán        | Keletre halad a Moala szigettől, Fidzsi-szigetek (d. sz. 18° 33′, k. h. 179° 57′18.550000°S 179.950000°EMoala) · Nyugatra halad a Totoya szigettől, Fidzsi-szigetek (d. sz. 19° 00′, ny. h. 179° 52′19.000000°S 179.866667°WTotoya) · Keletre halad a Matuku szigettől, Fidzsi-szigetek (d. sz. 19° 10′, k. h. 179° 47′19.166667°S 179.783333°EMatuku) |
| d. sz. 60° 00′, k. h. 180° 00′60.000000°S 180.000000°ESouthern Ocean | Déli-óceán           | |
| d. sz. 78° 13′, k. h. 180° 00′78.216667°S 180.000000°EAntarctica     | Antarktisz           | Ross-terület |

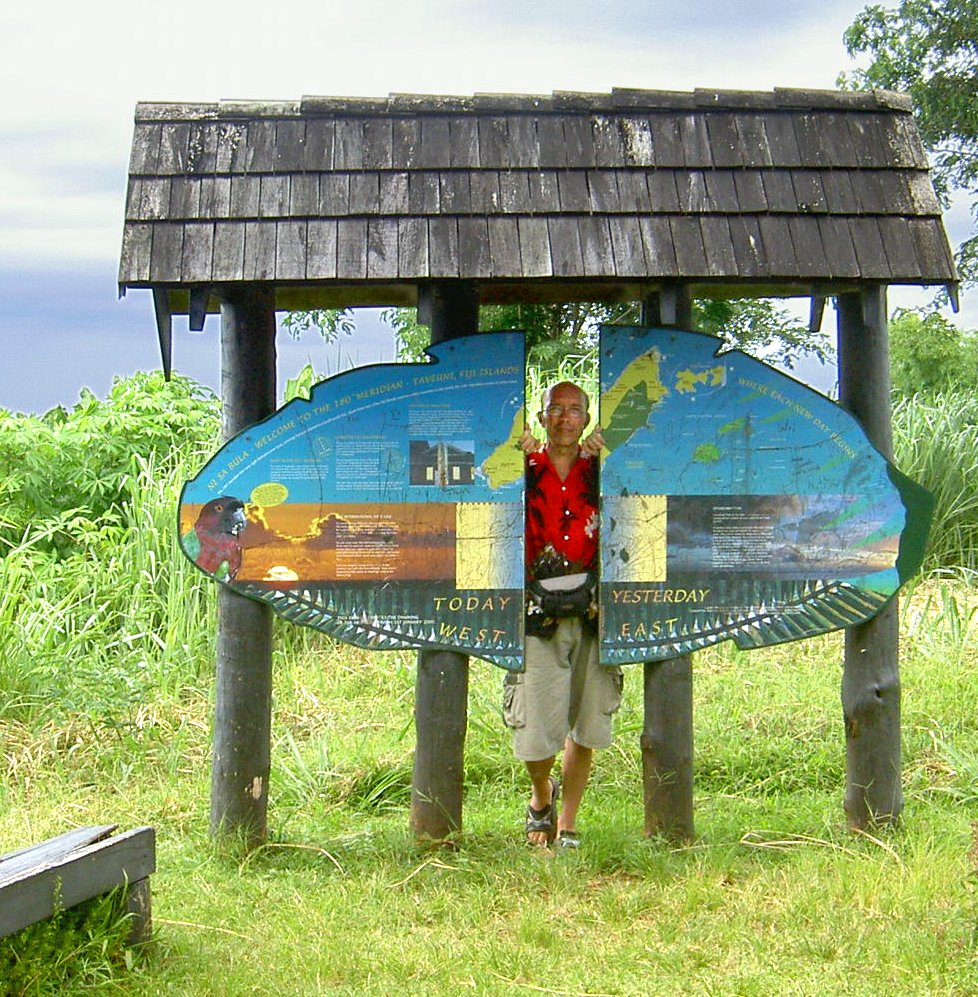
180° meridián, Taveuni, Fidzsi

A meridián elhalad az alábbi területek között:
- a Gilbert-szigetek és a Phoenix-szigetek között Kiribatiban,
- az Északi-sziget és a Kermadec-szigetek között Új-Zélandon,
- a Bounty-szigetek és a Chatham-szigetek között, szintén Új-Zélandon.

## Fordítás
- Ez a szócikk részben vagy egészben  a(z)   180th meridian című angol Wikipédia-szócikk ezen változatának fordításán alapul.  Az eredeti cikk szerkesztőit annak laptörténete sorolja fel. Ez a jelzés csupán a megfogalmazás eredetét és a szerzői jogokat jelzi, nem szolgál a cikkben szereplő információk forrásmegjelöléseként.